# ノーマン・ベチューン

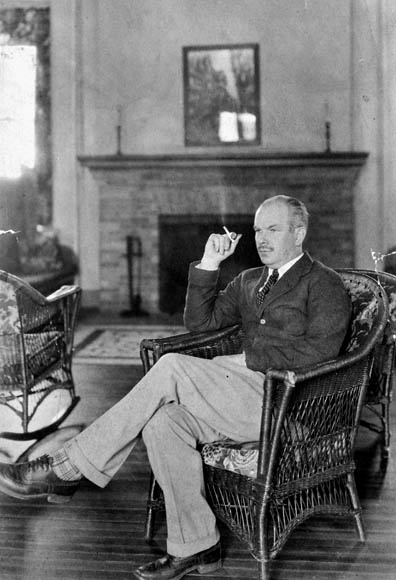
カナダ時代（1928年）

ノーマン・ベチューン（Henry Norman Bethune、白求恩、1890年3月4日 - 1939年11月12日）はカナダ人の外科医。カナダ共産党員であり、延安に渡って医療活動に従事した。

## 延安に渡るまで
ベチューンはオンタリオ州グレイヴンハーストで医師の祖父と牧師の父親の下に生まれた。1909年、トロント大学で生理学と生化学を学び始め、1912年にトロント大学医学部へ進学、医師への道を歩みだしたが、1914年に第一次世界大戦が勃発、衛生兵として出征した。そこで彼は銃弾に傷ついた多くの兵士を治療した。1916年に大学を卒業し医師となると、英国海軍に従軍し、大戦終了後はそのまま英国に残ってロンドンとエジンバラで外科の卒後研修を行った。1922年、研修を終了しエジンバラの外科専門医の資格を得ると、デトロイトに移住する。ウェイン州立大学で外科医としての腕をめきめきと上達させると同時に、教育者、社会活動家としても名をあげる。1926年末、自身が結核に罹患していることが発覚。ニューヨークのトルドー療養所へ入院する頃には、左上葉の結核は深刻な状況となっていた。療養所では安静を中心とした治療を勧められるも、べチューンは19世期末にイタリアの外科医が提唱した、人為的に生じさせた気胸による治療を試せないかと主治医達と話し合った。最終的には内科医の一人が穿刺を行うが、誤って緊張性気胸を引き起こすも、べチューンは幸いなことに完全に気胸から回復した。以後静養を続け、その後の人生で低栄養状態に陥ることがあっても再発せずに経過した。1928年、べチューンはモントリオール・マギール大学の外科学教室での、更なる胸部外科の研鑽を願い出る。ここでべチューンは16の医学論文と、今日も使われる肋骨用の剪刀を開発する。麻酔の負担をできる限り少なくし、院内の輸血備蓄を整え、手術の侵襲をできる限り少なくする工夫を凝らした。臨床の現場では患者思いの医師としてよく知られるようになり、年間250から300例の手術をこなした。ベチューンは英国で外科医の研修をしていたため、実はケベック州での免許は持っていなかったが、上司達の計らいにより手術を続けることができた。べチューンは元々、療養所にいた頃から貧困さえ取り除ければ結核は克服できると感じていたが、1932年頃、サクレクール病院で働くようになってからは患者たちを無料で治療するようになった。次々とやってくる患者を前にベチューンは医師としての限界を思い始める。いくら患者を治療しても貧困の中にあれば結核は容易に蔓延し、人々の命を奪っていく。結核を根絶するには医療活動よりも貧困の撲滅が不可欠であり、全てのカナダ国民が貧富の差にかかわらず医療が受けられるよう、医療制度そのものにも抜本的改革が必要と考え始めるようになった。1935年夏、レニングラードで行われた国際生理学学会に参加したベチューンは学会のスケジュールをよそに街を視察、そこで社会主義により結核がコントロールされている様子にいたく感銘を受ける。帰国後の10月、カナダ共産党に入党し、12月にはカナダの医療改革を訴える社会医学の勉強会として、様々な職種の専門家からなるグループを立ち上げ、全てのカナダ国民が最良の医療を受けられる制度を訴えた。そのマニフェストはケベック州の首長やモントリオール市長にも届けられたが、急進的すぎるとして反応は芳しくなかった。1936年、スペイン内戦が勃発すると反ファシスト側として参加した。ベチューンはこの戦線で世界初の移動輸血システムを立ち上げ、戦場で積極的に輸血をしながら負傷兵の治療にあたり、大いに成果を上げる。

## 延安時代

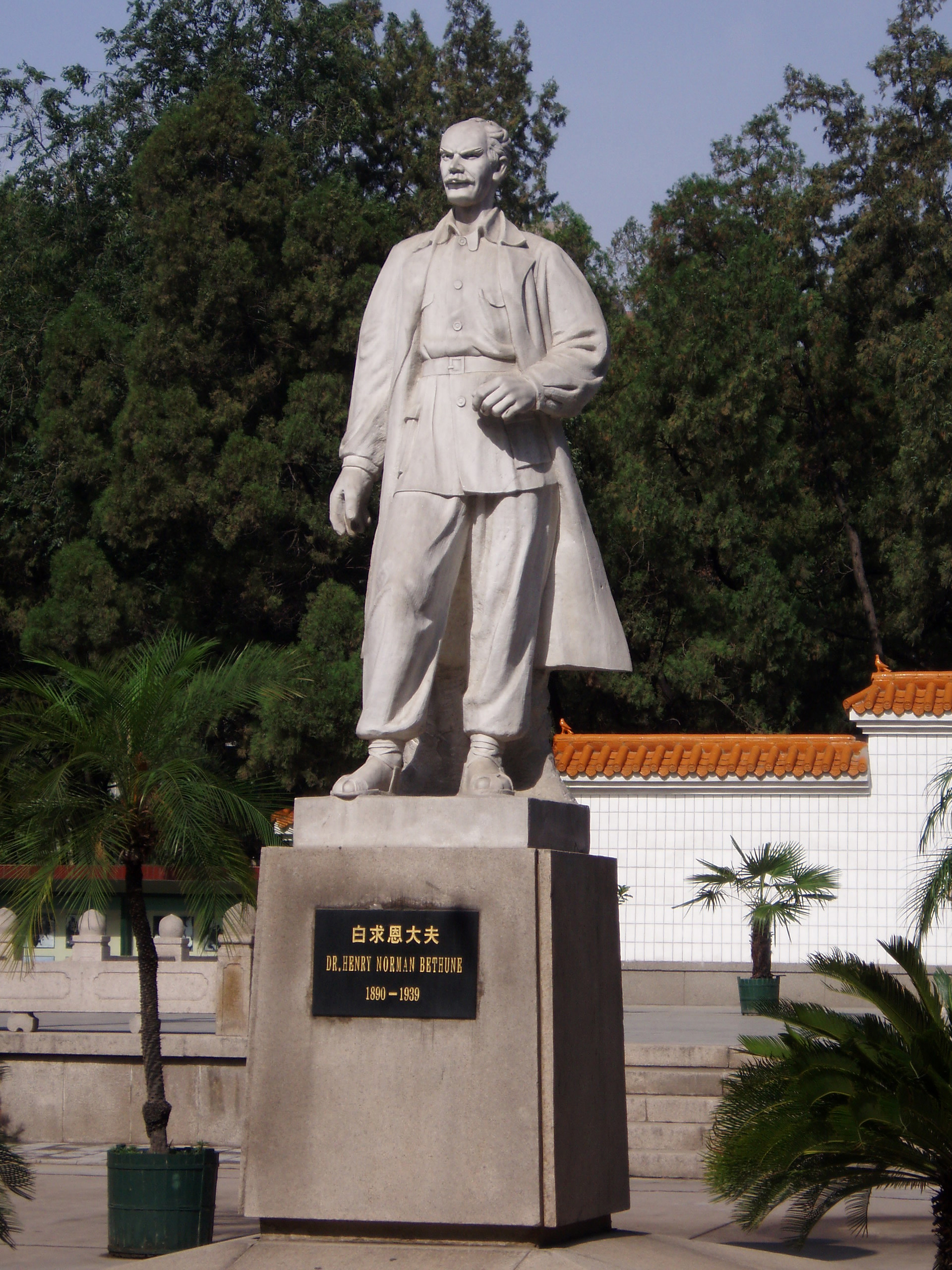
華北軍区烈士陵園のベチューン像

1938年、当時は、日本の軍国主義が全面的に中国を侵略した時期であり、中国国民党と中国共産党の両方が日本の侵略に完全に抵抗していた。 日本の侵略の残虐行為は、多くの中国の兵士と民間人の死傷をもたらした。当時カナダ共産党が中国共産党を支援していた縁から、ベチューンは中国共産党が本拠地にしていた延安に渡る。当初は戦線での医療支援を中心に考えていたが、転戦する中で戦場外の地域そのものの医療レベルの底上げの必要性を知り、医学教育と医療活動に注力するようになる。これらの活動を通じ、ベチューンは中国共産党の活動そのものを支援した。しかし、彼は手術中に指を切ったことが原因で敗血症に罹り、1939年11月12日に死亡した。ベチューンは同様に中国共産党の地域で医療活動を行ったインド人のドワナト・サンタラム・コートニス（柯棣華）とともに中国国内で高く評価されている。
毛沢東は、ベチューンの死後、「ベチューンを記念する」(「紀念白求恩」)を発表して彼の国際主義による無私の活動を高く評価した。文化大革命の時期に、この文書は「人民に奉仕する」「愚公山を移す」とあわせて「老三篇」として、広く読まれた。
ベチューンの墓所は河北省石家荘市の華北軍区烈士陵園にあり、銅像が建てられている。吉林大学ベチューン医学部は彼を記念する命名で、彼を記念する銅像や記念碑は中国の各都市にある。

## 伝記
- ロデリック・スチュワート『医師ベチューンの一生』阪谷芳直訳、岩波書店（岩波現代選書）、1978年